# Ahmad Tavakkoli
Ahmad Tavakkoli (persisch احمد توکلی; * in Teheran) ist ein deutsch-iranischer Journalist und Keramikkünstler.

## Leben

### Ausbildung
Ursprünglich wollte er Ende der 1970er Jahre ein Studium im US-Bundesstaat Kalifornien aufnehmen. Während der Reise dorthin besuchte er allerdings Freunde in der nordwestdeutschen Stadt Bremen und blieb dort sesshaft. Zunächst studierte er daraufhin Architektur an der Bremer Hochschule für Technik und später an der Universität Bremen Produktionstechnik sowie Kulturwissenschaften. Er hat einen Abschluss als Diplom-Ingenieur. Anschließend qualifizierte er sich zum Mediengestalter für Bild und Ton und absolvierte eine Ausbildung zum Fernsehjournalisten.
Während seines Architekturstudiums nahm er am 25. November 1978 in Frankfurt am Main an einer von der Confederation of Iranian Students – National Union (CISNU) organisierten Großdemonstration gegen den iranischen Schah Mohammad Reza Pahlavi teil, in deren Verlauf etwa 2500 Demonstranten versuchten, das US-amerikanische Generalkonsulat zu stürmen. Tavakkoli wurde festgenommen und man legte ihm zur Last, Polizeibeamte mit Steinen beworfen zu haben. Das Bremer Stadt- und Polizeiamt drohte ihm daraufhin die Abschiebung in den Iran an, falls er Deutschland nicht umgehend verlasse. Gegen diese Maßnahme protestierten die Jusos, die Jungdemokraten, die Evangelische Studentengemeinde und die Arbeitsgemeinschaft katholischer Studenten- und Hochschulgemeinden. Am 20. Dezember demonstrierten in der Bremer Innenstadt etwa 800 Personen friedlich gegen den Beschluss. Tavakkoli wiederum warf dem ihn festnehmenden Polizisten vor, ihn derart heftig geschlagen zu haben, dass er eine Schädelprellung erlitt, stationär behandelt werden musste und nicht vernehmungsfähig gewesen sei. Er legte Widerspruch gegen die amtliche Verfügung ein, dem das Verwaltungsgericht der Freien Hansestadt Bremen am 21. Dezember statt gab, sodass er bis zur Entscheidung in der Hauptsache in Deutschland bleiben durfte. Letztlich wurde der Abschiebebescheid aufgehoben.

### Berufliche Karriere
Um 1991 arbeitete Tavakkoli in der Kulturabteilung des Senators für Bildung, Wissenschaft und Kunst. Seit 1994 ist er in Bremen journalistisch in Hörfunk und Fernsehen tätig und eine der prägenden Gestalten der freien Medienszene und des Bürgerrundfunks in der Hansestadt. In jenem Jahr gehörte er zu den Gründungsmitgliedern des im Waller Medienzentrum produzierten Jugendkulturradios Radio 46, das im damals neuen DeutschlandRadio Berlin ein wöchentliches, zweistündiges Lokalfenster erhielt. Tavakkoli moderierte bei Radio 46 die multikulturelle Sendung Zem Se (persisch für „Alles fließt“). Ebenfalls seit 1994 produziert und moderiert er das Bunte Bremer Fernsehen. Es handelte sich um die erste Live-Sendung im damaligen Offenen Kanal und sie besteht noch immer im Nachfolgesender Radio Weser.TV. Zwischenzeitlich lehrte er zudem als Dozent für Medienpraxis an der Universität Bremen.
Seit 2005 fertigt er Keramikkunst. Hierzu übersetzt er Texte persischer Lyriker, Philosophen und Mystiker – unter anderem von Rūmī und Hafis – ins Deutsche und überlegt sich passende Bilder. Diese trägt er anschließend in persischer Kalligrafie auf Tonplatten auf, die er im Raku-Verfahren brennt. Seine Werke wurden schon deutschlandweit ausgestellt – beispielsweise 2012 in Lilienthal, 2013 in Eutin und 2016 in Weimar. Unweit von Bremen, im Ottersberger Ortsteil Fischerhude, betreibt Tavakkoli seine Werkstatt und ist Mitorganisator der alle zwei Jahre stattfindenden „Fischerhuder Keramiktage“.

### Gesellschaftliches Engagement
Anfang Februar 1991 – unter dem Eindruck des Zweiten Golfkrieges – publizierten Tavakkoli und seine Kolleginnen und Kollegen aus der Kulturabteilung des Senators für Bildung, Wissenschaft und Kunst einen öffentlichen Aufruf „für Frieden und Verständnis“ im Weser-Kurier. Sie positionierten sich gegen deutsche Rüstungsexporte, gegen den Einsatz deutscher Soldaten „im Kampf um Öl“ und gegen die militärische Nutzung der bremischen Häfen. Weiterhin solidarisierten sie sich mit entsprechenden Protesten der Jugend.
Als Mitglied der Initiative „Bremer und Bremerinnen gegen Rassismus“ nahm er im Oktober 1991 vor dem Hintergrund vermehrter Brandanschläge auf Flüchtlingsheime an einem Runden Tisch zur Flüchtlings- und Asylpolitik in Bremen teil, auf dem Möglichkeiten zur Abwehr von Fremdenfeindlichkeit und zur Förderung eines friedlichen Zusammenlebens zwischen Deutschen und Ausländern diskutiert wurden. Im Januar 1999 gehörte Tavakkoli – neben zahlreichen Vertretern aus der bremischen Politik, Kultur und Wissenschaft – zu den Unterzeichnern einer abermals im Weser-Kurier abgedruckten öffentlichen Erklärung, in der um Akzeptanz für die bevorstehende Einführung der Regelungen zur doppelten Staatsangehörigkeit geworben wurde. Um 1999 war er darüber hinaus geschäftsführendes Vorstandsmitglied im Findorffer Verein „Refugio“, einem psychosozialen Beratungs- und Behandlungszentrum für Flüchtlinge und Folteropfer.
Während der Bürgerschaftswahl 2011 amtierte Tavakkoli als Wahlvorsteher für vier Wahlbezirke im „Viertel“. Am 20. September 2014 wurde er als Beisitzer in den Vorstand der Landesfachgruppe Niedersachsen-Bremen der Deutschen Journalistinnen- und Journalisten-Union (dju) gewählt. Darüber hinaus war er Vorstandsbeisitzer im dju-Regionalverband Bremen-Nordniedersachsen.

### Politische Tätigkeit
Im Vorfeld der Bürgerschaftswahl 1983 wurde Tavakkoli am 4. August von der Betrieblich-Alternativen Liste (BAL) auf den vierten Platz ihrer Wahlliste gewählt. In dem Bündnis engagierten sich viele Vertrauensleute und Betriebsräte aus krisenbedrohten Unternehmen sowie Mitglieder der Deutschen Kommunistischen Partei (DKP). Da letztere 1983 erstmals nicht in Bremen kandidierte und zur Wahl der BAL aufrief, galt diese als DKP-Ableger. Die Kandidatur Tavakkolis hatte allerdings eher symbolischen Charakter. Vertreter der BAL erklärten, mit dem Wahlvorschlag darauf hinweisen zu wollen, dass „Ausländer bei uns immer noch kein kommunales Wahlrecht haben.“ Erwartungsgemäß strich der Wahlausschuss Tavakkoli am 26. August von der Liste.